# Superliga de Futsal de 2013 (9ª edição)
A Superliga de Futsal de 2013 foi a nona edição da competição, que ocorreu de 10 de dezembro até 15 de dezembro. O evento foi sediado na cidade de Aracaju, Sergipe, contando com 8 equipes participantes.

## Regulamento
A Superliga foi realizada com a participação dos últimos campeões de cada
uma das Ligas Regionais, da Divisão Especial da Taça Brasil Adulta Masculina, da Liga
Futsal e de uma equipe da cidade sede habilitada pela CBFS e foi disputada em três etapas:
- Etapa Classificatória;
- Etapa Semifinal;
- Etapa Final.[1]

Os grupos da competição foram formados da seguinte forma:
Grupo A
- Sediante;
- Campeão da Liga Nacional;[nota 1]
- Campeão da Liga Sudeste;
- Campeão da Liga Sul;[nota 2]

Grupo B
- Campeão da Taça Brasil;
- Campeão da Liga Centro-Oeste;
- Campeão da Liga Norte.
- Campeão da Liga Nordeste.

Etapa classificatória
Os oito cubes participantes são distribuídos em dois grupos, "A" e "B"; as equipes jogam entre si, dentro dos seus determinados grupos, em sistema de rodízio simples.
Etapa Semifinal
Esta etapa é disputada pelas quatro equipes melhores classificadas na etapa anterior, quando ocorrem os seguintes cruzamentos:
1° colocado do grupo "A" X 2° colocado do grupo "B"
1° colocado do grupo "B" X 2° colocado do grupo "A"
Etapa final
Esta etapa é disputada em uma única partida, entre as equipes vencedoras da Etapa semifinal. O vencedor desta etapa será considerado o Campeão da Superliga de Futsal de 2013.
Critérios de desempate
Ao final de cada fase da Superliga, havendo igualdade do número de pontos ganhos, para o desempate, são considerados os seguintes critérios em sua determinada ordem de eliminação:
1º - Prevalecerá o resultado do confronto direto na fase (somente em caso de empate em pontos ganhos entre duas equipes);
2º - Índice Técnico em todas as Fases (maior quociente da divisão do número de pontos ganhos pelo número de jogos - proporcionalidade);
3º - Gol Average (o número de gols marcados dividido pelo número de gols sofridos, classifica a equipe que obtiver o maior quociente) das equipes empatadas, considerando todos os resultados obtidos em todas as fases;
4º - Maior média de gols marcados em todas as fases (número de gols assinalados divididos pelo número de jogos);
5º - Menor média de gols sofridos em todas as fases (número de gols sofridos dividido pelo número de jogos);
6º - Maior saldo de gols na fase (diferença entre os gols assinalados e os gols sofridos);
7º - Menor média de cartões vermelhos recebidos (número de cartões vermelhos dividido pelo número de jogos);
8º - Menor média de cartões amarelos recebidos (número de cartões amarelos dividido pelo número de jogos);
9º - Sorteio.

## Participantes
| Equipe       | Cidade       | Estado | Títulos.       | Classificação                       |
| ------------ | ------------ | ------ | -------------- | ----------------------------------- |
| 1º de Julho  | Lages        | SC     | 0 (não possui) | Vice-campeão da Liga Sul de 2013    |
| AABB         | Rio Branco   | AC     | 0 (não possui) | Campeão da Liga Norte de 2013       |
| AABB         | São Paulo    | SP     | 0 (não possui) | Campeão da Liga Sudeste de 2013     |
| Atlântico    | Erechim      | RS     | 0 (não possui) | Campeão da Taça Brasil de 2013      |
| Concórdia    | Concórdia    | SC     | 0 (não possui) | Vice-campeão da Liga Futsal de 2013 |
| Goiás        | Goiânia      | GO     | 0 (não possui) | Campeão Liga Centro-Oeste de 2013   |
| Moita Bonita | Moita Bonita | SE     | 0 (não possui) | Sediante                            |
| Tigre        | Garanhuns    | PE     | 0 (não possui) | Campeão Liga Nordeste de 2013       |

## Local dos jogos

Localização de Aracaju no Sergipe.

A XIX Superliga de Futsal foi disputada na cidade de Aracaju. A arena escolhida para realizar os jogos foi o Ginásio Constâncio Vieira.

## Grupo A

### Classificação
| Pos. | Equipe       | Pts | J | V | E | D | GP | GC | SG |
| ---- | ------------ | --- | - | - | - | - | -- | -- | -- |
| 1    | Moita Bonita | 5   | 3 | 1 | 2 | 0 | 11 | 8  | +3 |
| 2    | AABB-SP      | 4   | 3 | 1 | 1 | 1 | 8  | 7  | +1 |
| 3    | 1º de Julho  | 4   | 3 | 1 | 1 | 1 | 10 | 13 | -3 |
| 4    | Concórdia    | 2   | 3 | 0 | 2 | 1 | 9  | 10 | -1 |

#### 1ª Rodada
| 10 de dezembro de 2013 | Concórdia | 1 – 1     | AABB-SP           | Ginásio Constâncio Vieira, Aracaju |
| 19:00                  | Dé 40'    | Relatório | Fellipe Mello 29' | Árbitro: Jailson dos Santos Árbitro 2: Edilson José Barrozo Anotador: José Crispim dos Santos Neto Cronometrista: Valéria Guabiraba Santos |

| 10 de dezembro de 2013 | Moita Bonita                         | 3 – 3     | 1º de Julho                     | Ginásio Constâncio Vieira, Aracaju |
| 20:30                  | Izavan 7' · Bebeto 13' · Fabinho 39' | Relatório | Fabricio 9', 23' · Ferrugem 20' | Árbitro: Elzon Silva Campos Neto Árbitro 2: Alexandro Rodrigues Lima Anotador: Valéria Guabiraba Santos Cronometrista: José Crispim dos Santos Neto |

#### 2ª Rodada
| 11 de dezembro de 2013 | Concórdia                                                | 5 – 6     | 1º de Julho                                                     | Ginásio Constâncio Vieira, Aracaju |
| 17:30                  | Dé 1' · Roger 16' · Felipe 25' · Wesley 36' · Murilo 39' | Relatório | Allan 7' · Felipe 25' (g.c.) · Edinho 32', 34', 35' · Silon 33' | Árbitro: Alexandro Rodrigues Lima Árbitro 2: José Umberto da Farias Junior Anotador: Valéria Guabiraba Santos Cronometrista: João de Oliveira Santos Neto |

| 11 de dezembro de 2013 | AABB-SP                           | 2 – 5     | Moita Bonita                                    | Ginásio Constâncio Vieira, Aracaju |
| 20:30                  | Fellipe Mello 9' · Andrezinho 26' | Relatório | Pita 19', 21' · Hiltinho 23', 32' · Rogério 26' | Árbitro: Alexandro Rodrigues Lima Árbitro 2: Elzon Silva Campos Neto Anotador: João de Oliveira Santos Neto Cronometrista: José Crispim dos Santos Neto |

#### 3ª Rodada
| 12 de dezembro de 2013 | AABB-SP                                    | 5 – 1     | 1º de Julho | Ginásio Constâncio Vieira, Aracaju |
| 17:30                  | Fellipe Mello 6', 18', 32' · Giva 16', 30' | Relatório | Lucas 39'   | Árbitro: Edilson José Barrozo Árbitro 2: Washington Nascimento Cruz Anotador: José Crispim dos Santos Neto Cronometrista: Valéria Guabiraba Santos |

| 12 de dezembro de 2013 | Moita Bonita                  | 3 – 3     | Concórdia                         | Ginásio Constâncio Vieira, Aracaju |
| 20:30                  | Hiltinho 4', 39' · Bebeto 37' | Relatório | Felipe 1' · Murilo 10' · Biel 35' | Árbitro: Elzon Silva Campos Neto Árbitro 2: Edilson José Barrozo Anotador: Valéria Guabiraba Santos Cronometrista: João de Oliveira Santos Neto |

## Grupo B

### Classificação
| Pos. | Equipe    | Pts | J | V | E | D | GP | GC | SG  |
| ---- | --------- | --- | - | - | - | - | -- | -- | --- |
| 1    | Atlântico | 9   | 3 | 3 | 0 | 0 | 16 | 5  | +11 |
| 2    | Goiás     | 6   | 3 | 2 | 0 | 1 | 12 | 5  | +7  |
| 3    | Tigre     | 3   | 3 | 1 | 0 | 2 | 6  | 15 | -9  |
| 4    | AABB-AC   | 0   | 3 | 0 | 0 | 3 | 3  | 12 | -9  |

#### 1ª Rodada
| 10 de dezembro de 2013 | AABB-AC | 0 – 3     | Atlântico                 | Ginásio Constâncio Vieira, Aracaju |
| 16:00                  |         | Relatório | Zico 1' · Hector 18', 18' | Árbitro: Alexandro Rodrigues Lima Árbitro 2: José Umberto da Farias Junior Anotador: Valéria Guabiraba Santos Cronometrista: João de Oliveira Santos Neto |

| 10 de dezembro de 2013 | Tigre | 0 – 4     | Goiás                                                        | Ginásio Constâncio Vieira, Aracaju |
| 17:30                  |       | Relatório | Felipe 2', 39' · Matheus Rezende 18' · Hebberth Oliveira 37' | Árbitro: Washington Nascimento Cruz Árbitro 2: Elzon Silva Campos Neto Anotador: José Crispim dos Santos Neto Cronometrista: João de Oliveira Santos Neto |

#### 2ª Rodada
| 11 de dezembro de 2013 | Goiás                                                        | 5 – 1     | AABB-AC   | Ginásio Constâncio Vieira, Aracaju |
| 16:00                  | Luiz Henrique 6', 36', 39' · Rodrigo Bastos 14' · Felipe 20' | Relatório | Ramon 40' | Árbitro: Edilson José Barrozo Árbitro 2: Jailson dos Santos Anotador: João de Oliveira Santos Neto Cronometrista: José Crispim dos Santos Neto |

| 11 de dezembro de 2013 | Atlântico                                                                                    | 9 – 2     | Tigre                    | Ginásio Constâncio Vieira, Aracaju |
| 19:00                  | Keke 1' · Zico 10', 10' · Galo 23' · Grillo 29' · Rafael 35', 38' · Júnior 38' · Camargo 39' | Relatório | Kássio 9' · Capacete 33' | Árbitro: Washington Nascimento Cruz Árbitro 2: Jailson dos Santos Anotador: José Crispim dos Santos Neto Cronometrista: Valéria Guabiraba Santos |

#### 3ª Rodada
| 12 de dezembro de 2013 | Tigre                                        | 4 – 2     | AABB-AC               | Ginásio Constâncio Vieira, Aracaju |
| 16:00                  | Kássio 16' · Capacete 24', 39' · Zé Hugo 40' | Relatório | Welton 5' · Ramon 36' | Árbitro: José Umberto da Farias Junior Árbitro 2: Jailson dos Santos Anotador: Valéria Guabiraba Santos Cronometrista: João de Oliveira Santos Neto |

| 12 de dezembro de 2013 | Atlântico                                   | 4 – 3     | Goiás                                  | Ginásio Constâncio Vieira, Aracaju |
| 19:00                  | Zico 9' · Keke 12' · Galo 16' · Tininho 22' | Relatório | Felipe 2' · Hebberth Oliveira 21', 34' | Árbitro: José Umberto da Farias Junior Árbitro 2: Alexandro Rodrigues Lima Anotador: João de Oliveira Santos Neto Cronometrista: José Crispim dos Santos Neto |

## Finais
|  | Semifinais   | Semifinais   | Semifinais   |              |           | Final     | Final | Final |  |
|  |              |              |              |              |           |           |       |       |  |
|  | Atlântico    | Atlântico    | 5            |              |           |           |       |       |  |
|  | Atlântico    | Atlântico    | 5            |              |           |           |       |       |  |
|  | AABB-SP      | AABB-SP      | 4            |              |           |           |       |       |  |
|  | AABB-SP      | AABB-SP      | 4            |              | Atlântico | Atlântico | 7     |       |  |
|  |              |              |              |              | Atlântico | Atlântico | 7     |       |  |
|  |              |              | Moita Bonita | Moita Bonita | 7         |           |       |       |  |
|  | Moita Bonita | Moita Bonita | Moita Bonita | Moita Bonita | 7         | 4         |       |       |  |
|  | Moita Bonita | Moita Bonita |              |              |           |           |       |       |  |
|  | Goiás        | Goiás        | 2            |              |           |           |       |       |  |

### Semifinal
| 14 de dezembro de 2013 | Atlântico                                            | 5 – 4     | AABB-SP                                       | Ginásio Constâncio Vieira, Aracaju |
| 14:00                  | Keke 5', 49' · Bagatini 21' · Jones 44' · Rafael 50' | Relatório | Fellipe Mello 20', 48' · Victor 35' · Mir 42' | Árbitro: Jailson dos Santos Árbitro 2: José Umberto da Farias Junior Anotador: João de Oliveira Santos Neto Cronometrista: Valéria Guabiraba Santos |

| 14 de dezembro de 2013 | Moita Bonita                                        | 4 – 2     | Goiás                                | Ginásio Constâncio Vieira, Aracaju |
| 16:00                  | Alexandre 14' · Pita 16' · Fabinho 37' · Bebeto 40' | Relatório | Hebberth Oliveira 11' · Humberto 38' | Árbitro: Alexandro Rodrigues Lima Árbitro 2: Edilson José Barrozo Anotador: Valéria Guabiraba Santos Cronometrista: José Crispim dos Santos Neto |

### Final
| 15 de dezembro de 2013 | Atlântico                                                           | 7 – 7 (pro) | Moita Bonita                                                               | Ginásio Constâncio Vieira, Aracaju |
| 12:00                  | Keke 1', 19', 50' · Bebeto 5' (g.c.) · Rafael 7', 40' · Camargo 14' | Relatório   | Hiltinho 15' · Bebeto 18', 21' · Pita 19', 50' · Cris 26' · Neto Negão 45' | Árbitro: Elzon Silva Campos Neto Árbitro 2: Alexandro Rodrigues Lima Anotador: José Crispim dos Santos Neto Cronometrista: Valéria Guabiraba Santos |

## Artilharia
| 7 gols (2) - Fellipe Mello (AABB-SP) - Keke (Atlântico) 5 gols (4) - Hiltinho (Moita Bonita) - Rafael (Atlântico) - Bebeto (Moita Bonita) - Pita (Moita Bonita) 4 gols (3) - Hebberth Oliveira (Goiás) - Felipe (Goiás) - Zico (Atlântico) 3 gols (3) - Edinho (1º de Julho) - Capacete (Tigre) - Luiz Henrique (Goiás) 2 gols (11) - Fabricio (1º de Julho) | 2 gols (continuação) - Dé (Concórdia) - Kássio (Tigre) - Ramon (AABB-AC) - Murilo (Concórdia) - Felipe (Concórdia) - Giva (AABB-SP) - Galo (Atlântico) - Fabinho (Moita Bonita) - Camargo (Atlântico) - Hector (Atlântico) 1 gol (25) - Júnior (Atlântico) - Roger (Concórdia) - Lucas (1º de Julho) - Allan (1º de Julho) - Rodrigo Bastos (Goiás) - Wesley (Concórdia) - Welton (AABB-AC) | 1 gol (continuação) - Grillo (Atlântico) - Biel (Concórdia) - Silon (1º de Julho) - Ze Hugo (Tigre) - Ferrugem (1º de Julho) - Mir (AABB-SP) - Humberto (Goiás) - Victor (AABB-SP) - Rogério (Moita Bonita) - Matheus Rezende (Goiás) - Andrezinho (AABB-SP) - Bagatini (Atlântico) - Neto Negão (Moita Bonita) - Tininho (Atlântico) - Jones (Atlântico) - Izavan (Moita Bonita) - Cris (Moita Bonita) - Alexandre (Moita Bonita) |

## Premiação
| Superliga de Futsal de 2013   |
| Rio Grande do Sul             |
| ----------------------------- |
| Atlântico Campeão (1º título) |